# 嚴象
嚴象（163年—200年），字文則，京兆人，年少時聰明博學，有膽智，東漢末年揚州刺史。在建安初期與路粹被舉為尚書郎，之後也受荀彧舉薦。

## 生平
建安四年（公元199年），嚴象以督軍、御史中丞的身分討伐袁術，恰逢袁術病死。於是被任命為揚州刺史。
由於袁紹勢力日益龐大，孫策又併吞了江東，曹操無力東顧，於是打算安撫孫策，先是將弟弟的女兒嫁給孫匡，再讓兒子曹彰娶孫賁的女兒，用禮徵召孫策的弟弟孫權、孫翊，並令嚴象舉薦孫權爲秀才。
建安五年（公元200年），嚴象為孫策部將廬江太守李術所殺，時年三十八。后来孙策死后，弟弟孙权继业，李术不服，孙权攻打李术，同时给曹操写信，指严象是被李术所杀。李术求救于曹操，曹操不救，李术败亡。